# Теодор Кронайсс
Теодор «Тео» Якоб Кронайсс (нім. Theodor „Theo“ Jakob Croneiß; 18 грудня 1894, Швайнфурт — 6 листопада 1942, Мюнхен) — німецький льотчик-ас, бригадефюрер СА і СС.

## Біографія
Учасник Першої світової війни, воював на Турецькому фронті. Літав у складі 6-го польового льотного загону, відомого як винищувальна ескадрилья «Чанак Кале-Туреччина». Всього за час бойових дій здобув 5 перемог.
Після війни став льотчиком-спортсменом, завоювавши велику популярність. Пізніше був директором спортивної школи Шпортфлюг, яка спонсорувала авіаконструктора Віллі Мессершмітта. Кронайсс виконував випробувальні польоти на перших розробках Мессершміта. Згодом працював льотчиком-випробувачем у компанії «Мессершмітт».

## Звання
- Унтерофіцер (1915)
- Віцефельдфебель (1915)
- Виконувач обов'язків офіцера (серпень 1915)
- Лейтенант резерву (22 жовтня 1916)
- Лейтенант Османської армії (22 жовтня 1916)
- Штандартенфюрер СА (25 лютого 1933)
- Гауптман резерву (1 березня 1933)
- Оберфюрер СА (15 липня 1933)
- Бригадефюрер СА (9 листопада 1937)
- Бригадефюрер СС (9 листопада 1938)
- Майор резерву (3 березня 1941)

## Нагороди
- Нагрудний знак пілота-спостерігача (Баварія)
- Нагрудний знак військового пілота (Баварія)
- Залізний хрест
  - 2-го класу (2 січня 1915)
  - 1-го класу (26 вересня 1916)
- Медаль «У залізний час» (1916)
- Почесний кубок для переможця у повітряному бою
- Нагрудний знак пілота (Османська імперія)
- Срібна і золота медаль «Ліакат» з шаблями (Османська імперія)
- Срібна медаль «Імтияз» з шаблями (Османська імперія)
- Орден Меджида (Османська імперія)
- Галліполійська зірка (Османська імперія)
- Королівський орден дому Гогенцоллернів, лицарський хрест з мечами (6 серпня 1918)
- Пам'ятний знак пілота (Пруссія)
- Плакета за політ над Верхньою Франконією 2-3 травня 1925
- Пам'ятна медаль Золотого весілля (1923)
- Пам'ятний знак принца Альфонса (6 листопада 1925)
- Плакета за політ над Саксонією 1927
- Перше місце на авіаційних змаганням в Саксонії (1927)
- Приз 60 000 рейхсмарок на міжнародних змаганнях (1928/29)
- Перше місце на авіаційних змаганнях у Східній Пруссії (1929)
- Знак Німецького спортивного пілота в золоті (26 липня 1929)
- Медалі за політ над Європою (1929, 1930, 1932, 1934, 1936)
- Медаль Міжнародного конгресу повітряної навігації в Гаазі (1930)
- Плакета за політ над Німеччиною 1931
- Плакета на честь 1-го націонал-соціалістичного тижня польотів в Фюрті 1933
- Плакета відкриття аеропорту Нюрнберга (20 серпня 1933)
- Почесний хрест ветерана війни з мечами (13 грудня 1934)
- Свідоцтво про призначення окружним мисливським майстром мисливського округу Верхній Пфальц від Германа Герінга (1 лютого 1935)
- Почесний кут старих бійців
- Перстень «Мертва голова»
- Медаль за політ над Німеччиною (№6723; 1938)
- Почесна шпага рейхсфюрера СС (15 грудня 1938)
- Плакета оглядового польоту над Центральною Німеччиною 15-16 липня 1939
- Медаль за спортивну і військову боротьбу групи СА «Баварський Остмарк» 1939
- Плакета «Спортивно приваблива фірма» (1939)
- Звання «Лідер воєнної економіки»
- Хрест Воєнних заслуг
  - 2-го класу
  - 1-го класу (12 листопада 1942, посмертно)